# توماس وارد
توماس وارد (بالإنجليزية: Thomas Ward)‏ هو قاضي ومحامي وسياسي أمريكي، ولد في 1759 في نيوآرك في الولايات المتحدة، وتوفي بنفس المكان في 4 مارس 1842. انتخب عضو مجلس النواب الأمريكي.